# Paralarinia incerta
Paralarinia incerta là một loài nhện trong họ Araneidae.
Loài này thuộc chi Paralarinia. Paralarinia incerta được Albert Tullgren miêu tả năm 1910.